# Stamford Baron St Martin
Stamford Baron St Martin var en civil parish fram till 1930 när blev den en del av Stamford, i grevskapet Lincolnshire, i England. Civil parish hade 941 invånare år 1921.